# 688 Melanie
688 Melanie
688 Melanie là một tiểu hành tinh ở vành đai chính. Nó được Johann Palisa phát hiện ngày 25.8.1909 ở Viên. Không biết rõ nguồn gốc tên của nó